# Presidio de Melilla
El Presidio Menor de Melilla fue uno de los presidios españoles en África.

## Historia
Ya desde 1498 figura la existencia de una presidio en Melilla. Melilla y los peñones de Alhucemas y Vélez de la Gomera eran llamados los "presidios menores".
En el siglo XIX hubo varias sublevaciones de presos. En 1813, durante la Guerra de la Independencia, el preso Ramón Jiménez Ortiz llevó a cabo una conspiración para entregar la ciudad a los franceses, por lo que se le condenó a muerte. En 1830 hubo una conspiración para asesinar al gobernador y a los principales de la guarnición, en la que participaron los presos José Ros y Blau, el exbrigadier Pascual de Zayas, Francisco Lloret Gómez, Manuel del Castillo, Manuel Delestrade, Mariano Taver, José Molas, Salvador Conde, José Jiménez y Juan Manuel Arenas. Estos fueron llevados a Granada, donde les fueron impuestas diversas penas por el capitán general y fueron trasladados a diversas prisiones. En 1840 el preso Cesáreo Cardenal dirigió una sublevación y fue condenado a muerte. También hubo fugas de presos, que se iban a Marruecos y se hacían musulmanes.
Tras Ordenanza General de los Presidios de 1834, realizada por el político Javier de Burgos, Ceuta, Melilla y los peñones de Alhucemas y Vélez de la Gomera tuvieron prisiones para los presos condenados a más de ocho años.
El número de presos en Ceuta y Melilla fue reducido por el Real Decreto del 22 de octubre de 1906. Por Real Decreto del 6 de mayo de 1907 se cerraron los presidios de Melilla, Alhucemas y Vélez de la Gomera y los presos fueron enviados a la península. La prisión de Ceuta se cerró en 1911.

## Descripción
Su cuartel, con los dormitorios de los presos estaba en la zona norte de la Plaza de Armas desde el siglo XVIII, que fue reconstruido en 1734 y terminado de derribar en 1979, si bien se usaron otros edificios ante la gran cantidad de presos políticos en el Sexenio Absolutista, como el Convento de los Frailes Menores Capuchinos y el Fuerte de Victoria Grande.